# 丹南村
丹南村（たんなんむら）はかつて大阪府に存在した村で、現在の堺市美原区の一部および松原市の一部にあたる。
1889年（明治22年）に町村制が施行されたことにより誕生した近代の地方自治体としての丹南村と、それ以前の丹南村では範囲が異なる。江戸時代の丹南村には、高木氏が治めた丹南藩の丹南陣屋が置かれていた。

## 歴史
- 1889年（明治22年）4月1日 丹南郡丹南村、丹上村、真福寺村、大保村、今井村が合併して、丹南郡丹南村（町村制）が発足。大字丹南に村役場を設置。
- 1896年（明治29年）4月1日 南河内郡が成立。
- 1956年（昭和31年）9月30日 黒山村、平尾村と合併して、南河内郡美原町となる。
- 1957年（昭和32年）4月1日 美原町大字丹南が松原市に編入される。